# Nazionale maschile di hockey su ghiaccio della Repubblica Ceca
La nazionale di hockey su ghiaccio della Repubblica Ceca (Česká hokejová reprezentace) è una delle selezioni nazionali più prestigiose e vincenti, al momento (2010) al 5º posto nel ranking mondiale stilato dalla IIHF. Fa parte di quel novero di squadre conosciuto come le grandi sette, ossia le sette più forti nazionali del mondo. Le rappresentative nazionali, ai vari livelli, sono gestite dalla federazione nazionale, la Český svaz ledního hokeje.

La nazionale maschile maggiore, dalla sua nascita nel 1993, ha sempre fatto parte dell'élite dell'hockey mondiale raccogliendo numerosi successi. Ai Campionati del mondo ha vinto 6 medaglie d'oro, di cui tre consecutive tra il 1999 e il 2001 (gli altri successi sono arrivati nel 1996, nel 2005 e nel 2010), un argento e tre bronzi. Alle Olimpiadi invernali ha vinto l'oro nel 1998 a Nagano e il bronzo a Torino nel 2006. Dal 1994 esiste la nazionale giovanile U-20, mentre nel 1999 sono nate la selezione femminile e la selezione U-18.

Stemma della Repubblica Ceca che campeggia sulle maglie della nazionale.

## Storia

### Esordi
La nazionale è nata nel 1993 dopo la separazione tra Repubblica Ceca e Slovacchia, avvenuta ufficialmente il 1º gennaio dello stesso anno. La prima partita ufficiale ha avuto luogo l'11 febbraio 1993: la Repubblica Ceca vinse per 6-1 contro la Russia.
Kamil Kašťák segnò il primo gol ufficiale della storia della squadra e anche la prima doppietta (due, infatti, furono i suoi gol nella partita).
Due mesi più tardi, il 9 aprile, il portiere  Roman Turek fece registrare il primo shutout - cioè una partita senza subire reti - in una vittoria per 3-0 contro la Svezia.
Le prime partite ufficiale giocate furono quelle degli LG Hockey Games, un torneo organizzato in Svezia. La Repubblica Ceca si classificò al secondo posto, dietro i padroni di casa. Antonín Stavjaňa, difensore ceco, fu nominato miglior difensore del torneo.
Nello stesso anno la squadra partecipa anche al suo primo mondiale, in Germania. I cechi sono inseriti nel girone B e disputano le parite a Dortmund. La squadra domina il girone vincendo 5 partite e pareggiandone una (all'epoca non si disputavano i tempi supplementari in caso di parità dopo i regolamentari), con 17 reti all'attivo e solo 4 al passivo. Nei quarti di finale è l'Italia a dover lasciare il passo alla Repubblica Ceca dopo una perentoria sconfitta per 8-1. Il sogno iridato dei cechi si spezza, però, in semifinale quando ai tempi supplementari lo svedese Thomas Rundqvist approfitta di un errore del portiere Petr Bříza e segna il gol del 4-3. Nella finale per il bronzo i cechi superano il Canada per 5-1 e vincono la prima medaglia della loro storia.
L'anno successivo è l'anno delle Olimpiadi di Lillehammer. La Repubblica Ceca non riesce però a ripetersi e a portare a casa una medaglia, ma esce ai quarti, classificandosi quinta, sconfitta 4-2 dal Canada, poi medaglia d'argento, che si prende così la rivincita. La nazionale ceca esce senza bottino anche dai successivi mondiali nel 1994 (7º posto) e nel 1995 quando perde ancora con il Canada la finale per il terzo posto.

### Il primo successo
Nel 1996 i mondiali si disputano in Austria, a Vienna. I cechi, nel girone B, rimangono imbattuti con 4 vittorie e un pareggio e il migliore attacco del gruppo (27 reti). Nei quarti si trovano di fronte la Germania, ultima classificata nel gruppo A: nessun particolare problema contro i tedeschi che sono liquidati con un secco 6-1. Al turno successivo, le semi-finali, si presentano gli Stati Uniti che nei quarti hanno eliminato la Svezia campione olimpica in carica. La partita si mette subito bene per la nazionale ceca che mette a segno due gol nei primi tre minuti dell'incontro. Nel prosieguo del match Otakar Vejvoda (doppietta) e Pavel Patera chiudono la partita che termina 5-0 con shutout del portiere Turek.

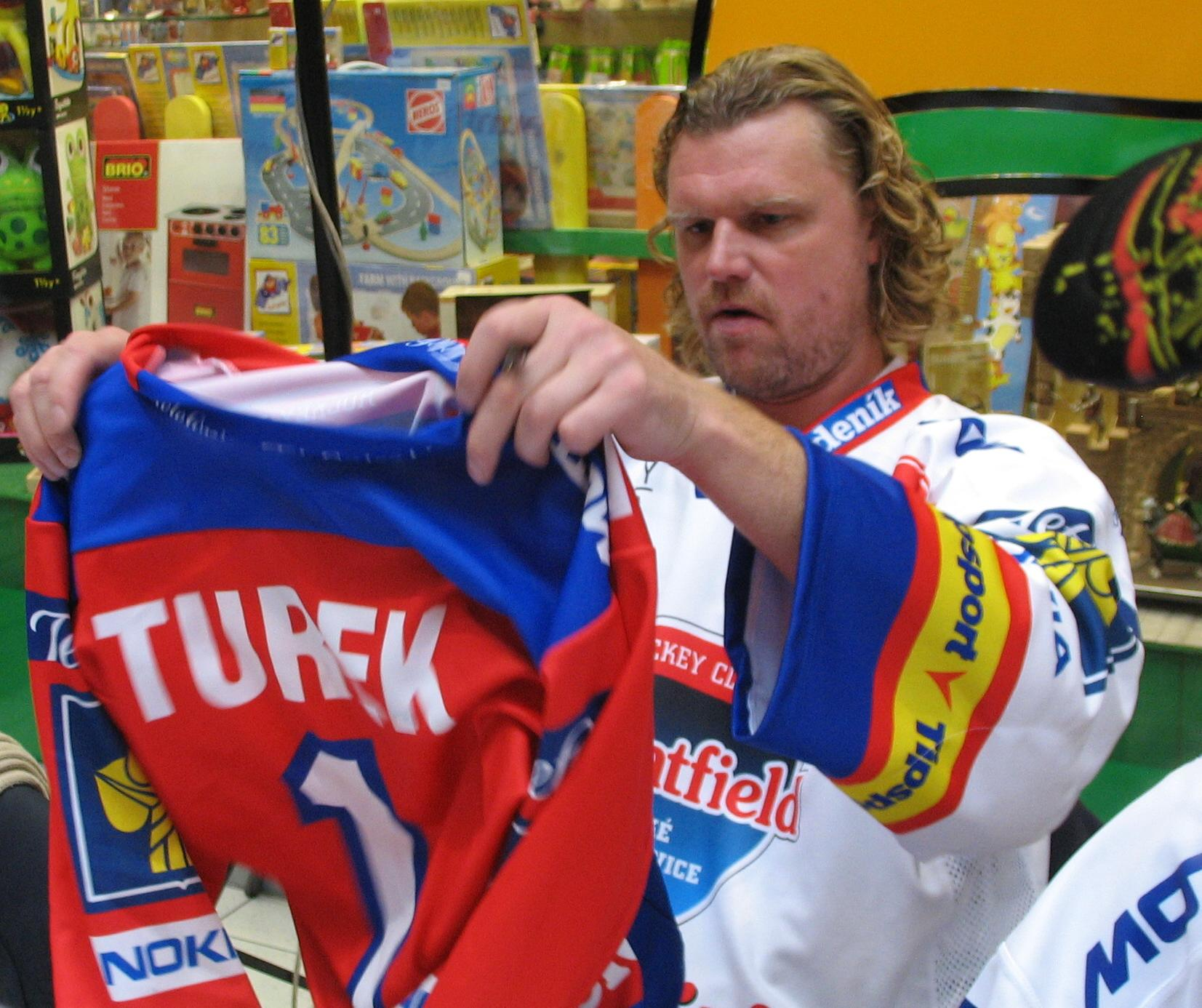
Roman Turek, miglior portiere dei mondiali '96.

In finale ci sono gli eterni rivali del Canada con cui negli ultimi tre anni i cechi si sono scontrati sempre negli ultimi tre mondiali (2-1 il conto delle vittorie per i canadesi, tralasciando il match olimpico vinto dai nordamericani). Questa volta, però, le due rappresentative si trovano di fronte nella partita più importante e la loro prestazione è degna di tale incontro. La Repubblica Ceca va avanti di due reti grazie ad una doppietta di Robert Lang, cui risponde quella di Steve Thomas che riporta il match in equilibrio. Quando rimangono 19 secondi al termine dei tempi regolamentari Martin Procházka batte il portiere canadese Curtis Joseph e porta i suoi ad un passo dal titolo. Joseph esce per far entrare un attaccante in più nel disperato tentativo di rimettere in piedi la partita nei pochi secondi che restano; tuttavia è Jiří Kučera ad impossessarsi del disco e a segnare a porta vuota il 4-2 definitivo. La Repubblica Ceca vince la sua prima medaglia d'oro. Con questa medaglia si apre un ciclo per la nazionale ceca ricco di successi e soddisfazioni che porterà la squadra a raggiungere i massimi livelli.
Al termine del torneo, il portiere Roman Turek, sceso in campo in tutte le partite giocate dalla propria nazionale, viene eletto miglior portiere del torneo e inserito nella squadra ideale dei media assieme ad altri tre compagni: il difensore Michal Sýkora e gli attaccanti Robert Reichel e Otakar Vejvoda. Drahomír Kadlec è invece inserito nel secondo miglior quintetto. Al suo primo mondiale con la maglia della Repubblica Ceca, Robert Lang fu il secondo miglior marcatore del torneo con 9 punti (5 gol e 4 assist), secondo al canadese Yanic Perrault che mise a referto anch'egli 9 punti ma al quale fu consegnato il premio in virtù del maggior numero di gol segnati (6).

### Gli anni d'oro

#### Giochi Olimpici invernali di Nagano
L'anno successivo l'avventura mondiale s'interrompe alle semifinali, ma la nazionale ceca riesce comunque a portarsi a casa la medaglia di bronzo, che viene bissata l'anno dopo.
Il 1998 è anche anno di Olimpiadi, che si disputano a Nagano.
Nagano 1998 rappresenta un evento importante per l'hockey su ghiaccio perché per la prima volta viene concesso alle varie nazionali di schierare anche le proprie stelle NHL.
La Repubblica Ceca è inserita nel Master Round assieme a Russia, Finlandia e Kazakistan.
La selezione s'impone facilmente sul Kazakistan (8-2) e con un perentorio 3-0 sulla Finlandia. La partita con la Russia rimane a lungo in equilibrio e si decide a 17 minuti dalla fine: nel giro di circa dieci secondi i russi battono per due volte il portiere ceco Dominik Hašek - che pure disputò una buona partita parando 58 tiri su 60 - e vincono poi per 2-1.

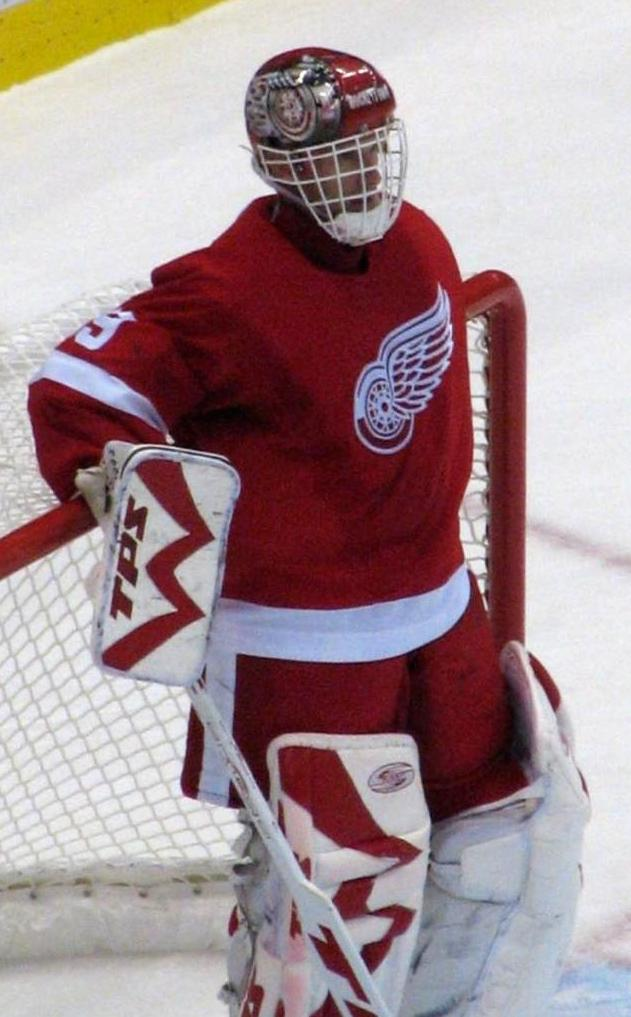
Dominik Hašek con la maglia dei Detroit Red Wings

Nei quarti di finale i cechi incontrano gli Stati Uniti, terzi nell'altro girone. Dopo un quarto d'ora di gioco sono gli americani a passare in vantaggio grazie alla rete di Mike Modano. In questa prima parte del match l'unico giocatore ceco pericoloso è la stella Jaromír Jágr, che pertanto è costretto a fare gli straordinari in prima, terza e quarta linea. Bisogna aspettare la mezz'ora per vedere il gol ceco dell'1-1 che porta la firma di Vladimír Růžička. Un minuto più tardi è lo stesso Jágr a segnare il gol del vantaggio. Chiude la partita, cinque minuti dopo, Martin Ručinský e nel finale appesantisce il divario il quarto gol di Jiří Dopita.
In semi-finale si rinnova la sfida con il Canada. Complici le nuove regole, i canadesi si presentano con una formazione fortissima che annovera tra gli altri Wayne Gretzky, Steve Yzerman, Joe Sakic e Patrick Roy deciso a dimostrare di essere il miglior portiere in circolazione.  Le due selezioni si tengono testa per i primi due tempi, quando nel terzo sono i cechi ad aprire le marcature.
Ad un minuto dalla fine arriva il pareggio canadese. Nei supplementari i cechi, che avevano meritato di più nei tempi regolamentari, demoralizzati dal pareggio, si limitano a difendersi per affidarsi poi ad Hašek per la roulette dei rigori.
Il portiere ceco fa bene il suo dovere parando tutti i tiri dei canadesi, eccetto uno che finisce sul palo.
Patrick Roy, dal canto suo, non è da meno: ne para due e vede il tiro di Jágr infrangersi sul palo. Tuttavia il primo rigore era finito in porta e i cechi si guadagnano così l'accesso alla finale.
Ad aspettarli vi è la Russia che ha sconfitto Finlandia e Bielorussia. I russi riescono ad imporre immediatamente il proprio ritmo, volti a portare la partita sui propri binari, ma i loro propositi falliscono di fronte ad un insuperabile Hašek. Nel secondo tempo sono i cechi a riprendere in mano le rendini del gioco e così anche nella terza frazione quando a dieci minuti dal termine arriva il gol che sblocca il punteggio.
Petr Svoboda diventa l'eroe del giorno grazie ad un tiro scoccato dalla linea blu che pur non essendo irresistibile non viene parato da Štalenkov che essendo coperto non aveva visto il disco partire.
Nel tempo rimanente i russi si riversano all'attacco ma le loro speranze si infrangono ancora una volta davanti ad un Hašek, poi eletto miglior portiere del torneo, che sfoggia in questa partia una prestazione davvero superba. Due anni dopo il primo alloro iridato arriva così anche il primo titolo olimpico.

#### Mondiali 1999
Dopo la vittoria di Nagano si entra in quello che può essere a buon diritto considerato il periodo d'oro della nazionale ceca che culmina con la vittoria di tre mondiali consecutivi.
Ai mondiali del 1999, che si tengono in Norvegia, la nazionale ceca si presenta con una formazione molto diversa da quella trionfatrice poco più di un anno prima ai Giochi olimpici e per di più priva di molti dei protagonisti di quella vittoria, come Jágr e Hašek.
La squadra ceca viene inserita nel gruppo C assieme agli Stati Uniti, all'Austria e al Giappone. I cechi dominano il girone travolgendo gli austriaci e i nipponici prima di battere per una rete gli americani.
La formula del torneo, rinnovata rispetto agli anni precedenti, prevede un altro girone prima della fase finale.
Il sorteggio vede la Repubblica Ceca nel girone della Russia, Svezia e dei vicini della Slovacchia. La prima partita, contro la Russia, è disastrosa e vede i cechi sconfitti con un umiliante 6-1. La sconfitta ha però l'effetto di motivare e caricare i cechi che raggiungono il primo posto nel girone dopo un netto 8-2 nel derby e un secco 2-0 contro gli scandinavi. La Russia, invece, si disintegra dopo quella vittoria rimediando un misero pareggio con la Slovacchia e una brutta sconfitta contro la Svezia per 4-1.
La fase finale prevede un tabellone in cui le squadre si scontreranno secondo la formula andata-ritorno. In caso di una vittoria per parte si ricorrerà ad un tempo supplementare ed eventualmente ai rigori.

In semifinale il cammino della nazionale ceca incrocia ancora una volta con quello della nazionale canadese.
Nella prima partita, i cechi partono bene, ma è Wade Redden a segnare per primo e portare in vantaggio la selezione nordamericana. La replica ceca si fa attendere parecchio poiché i giocatori sono demoralizzati per lo svantaggio. Solo attorno al trentesimo si vedono i primi veri attacchi cechi che sono però neutralizzati ripetutamente da Ron Tugnutt, goalie canadese. Nel finale del secondo tempo la squadra europea incassa anche il secondo gol per mano di Stillman.
A sei mintui dalla fine arriva il primo gol ceco, quando ormai è tardi per recuperare.

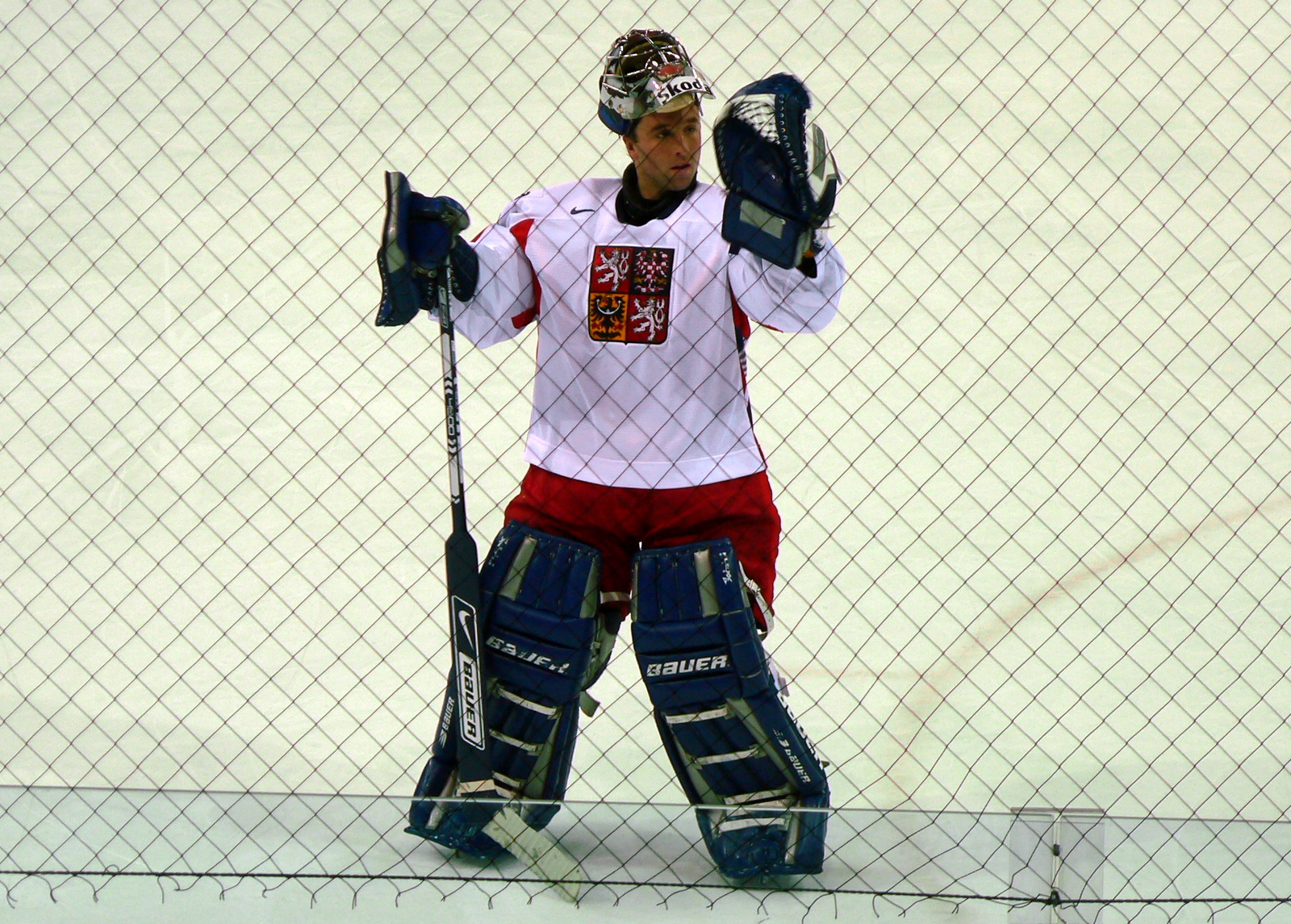
Il goalie Milan Hnilička nel 2006

Il giorno dopo le squadre si ritrovano sul ghiaccio di Lillehammer.
Sono i canadesi a iniziare con più convinzione e, nonostante i buoni interventi del portiere ceco Milan Hnilička, a segnare il primo gol che arriva grazie ad una deviazione fortuita di un difensore ceco. Questa volta la replica ceca non si fa attendere e si concretizza con un rapido uno-due firmato da Kubina e Patera che ribalta il punteggio.
Nella seconda frazione Patrick Marleau riporta la gara in equilibrio, ma i cechi sono più intraprendenti e si riportano in vantaggio sul finire del secondo tempo. L'ultimo tempo inizia male per i giocatori europei che tornano sotto in virtù di due rapide reti di Graves e Thornton.
La partita è tutt'altro che chiusa: nel giro di 30 secondi una doppietta di Radek Dvořák ribalta nuovamente il risultato. Nel finale di gara David Výborný arrotonda a porta vuota il punteggio per i suoi: 6-4. La differenza reti è ininfluente ai fini del passaggio del turno e perciò sono necessari i tempi supplementari. All'overtime non accade nulla: saranno ancora una volta i rigori a stabilire quale fra le due squadre si giocherà la finale per l'oro.

Hnilička e Tugnutt non riescono entrambi a parare i primi due shoot-out. Il coach ceco, Ivan Hlinka, decide allora di sostituire il portiere e manda sul ghiaccio Roman Čechmánek, con il quale Hnilička si era alternato per tutto il torneo.
La musica non sembra cambiare: Čechmánek e Tugnutt lasciano passare ancora un rigore a testa.
Poi Čechmánek ferma Niedermayer, ma Tugnutt risponde a dovere. Una seconda parata di Čechmánek e un gol di Špaček mettono fine all'incontro e consegnano alla Repubblica Ceca il biglietto d'ingresso per la finale.
La partita decisiva del torneo è una finale inedita fra due formazioni che non si sono mai incontrate nell'ultimo match di una competizione internazionale: Finlandia e, appunto, Repubblica Ceca.  La gara si decide in due partite.
Nella prima è la Finlandia a dominare il gioco, ma la Repubblica Ceca passa per prima in vantaggio. Hnilička sfodera un'ottima prestazione tra i pali neutralizzando i tentativi degli attaccanti finlandesi.
In seguito Martin Ručinský, nel rientrare in campo dopo una penalità, s'impossessa del disco e s'invola a segnare la rete del 2-0. Dopo molte occasioni anche la Finlandia riesce ad andare in gol grazie alla stella Teemu Selänne.
A tre minuti dalla fine del match, gli scandinavi hanno un'occasione davvero invitante per rimettere in piedi la partita. Petr Sýkora è in panca puniti e la Finlandia ha la possibilità di giocare 6 contro 4, dopo avere sostituito il portiere con un giocatore di movimento.
Tuttavia non si concretizza nessuna opportunità e quando Sýkora rientra sul ghiaccio, come successe in precedenza con il compagno, controlla il disco e segna un facile gol a porta vuota.
Nella partita di ritorno la Finlandia deve vincere. La nazionale scandinava schiera in porta il debuttante Miikka Kiprusoff, alla sua prima competizione ufficiale, ed è priva di uno dei suoi giocatori chiave, Saku Koivu.
Nonostante le premesse, la partita si mette subito nel verso giusto per la Finlandia: nel primo tempo Niemi e Lind portano i compagni sul 2-0.
Nei primi minuti della seconda frazione Jere Karalhati arrotonda il punteggio: 3-0. Tutti gli attacchi cechi sono vanificati da un ottimo Kiprusoff.
Alla fine della seconda frazione Viktor Ujčík segna il gol della bandiera per i cechi. Il risultato finale dei tempi regolamentari vede gli Scandinavi vincere per 4-1 e rende necessari i supplementari per decretare il campione del mondo.
A meno di cinque minuti dal termine dei tempi supplementari, Jan Hlaváč, lanciato in contropiede, batte Kiprusoff per la seconda volta nella serata e regala ai suoi la medaglia d'oro. Al termine del torneo František Kučera è eletto miglior difensore, mentre Kubina e Ručinský sono inseriti nella squadra ideale.

#### Mondiali 2000
Nel 2000 la Repubblica Ceca deve difendere il titolo a San Pietroburgo e alla guida della squadra c'è un avvicendamento: Ivan Hlinika, artefice del successo olimpico e dell'oro norvegese, lascia il posto per allenare i Pittsburgh Penguins in NHL. Al suo posto subentra Josef Augusta, già vice di Hlinika in Norvegia.
La nazionale ceca domina senza troppa difficoltà - eccetto l'ennesimo capitolo della sfida con il Canada, vinto 2-1 - il girone C, raggiungendo il primo posto a punteggio pieno.
Le prime tre squadre di ogni girone sono inserite in un altro raggruppamento da sei squadre: contro Italia e Slovacchia la squadra non ha nessun problema, mentre è la Finlandia a mettere in difficoltà i campioni in carica: al termine di una partita entusiasmante sono i finnici ad avere la meglio per 6-4. Nonostante la sconfitta la squadra ceca riesce comunque a piazzarsi in prima posizione e a guadagnare l'accesso alla fase finale.
Nei quarti i giocatori cechi si trovano di fronte la Lettonia. Il primo tempo termina a reti inviolate, mentre il secondo si apre con i giocatori lettoni che si portano in vantaggio. Nel prosieguo della frazione i cechi prima pareggiano e poi dilagano imponendosi al termine della partita per 3-1. Nei quarti si rinnova la sfida con il Canada, già battuto nel girone preliminare: la partita è caratterizzata da numerose penalità, specialmente per i canadesi cui vengono sanzionati 39 minuti in totale - 20 per il solo Todd Bertuzzi. I cechi vincono la partita, ancora per 2-1, e trovano in finale gli antichi compatrioti slovacchi.
È il secondo confronto fra le due formazioni nel corso del torneo: nel secondo girone i cechi si erano imposti per 6-2. Nonostante il precedente recente e nonostante il fatto che i giocatori slovacchi non avevano ancora mai battuto i cechi fino ad allora, la nazionale slovacca parte comunque fiduciosa e riesce a imporre il proprio ritmo nelle prime fasi del match, mettendo a dura prova il portiere ceco Čechmánek. Tuttavia i cechi si difendono bene e, esaurito lo slancio dei cugini slovacchi, chiudono il primo drittel in vantaggio per 3-0. Con soli quattro tiri la Repubblica Ceca ha segnato tre volte, mentre gli Slovacchi devono faticare parecchio per trovare la prima rete, nel secondo tempo, con il difensore Martin Štrbák. L'ultimo tempo si apre con una rete per parte e a cinque minuti dalla fine, sul 4-2 per i giocatori cechi, Miroslav Šatan riapre la partita segnando il terzo gol slovacco. Quaranta secondi più tardi, Robert Reichel spegne le speranze slovacche e le paure ceche segnando la rete del definitivo 5-3 che regala alla Repubblica Ceca il secondo titolo consecutivo.

#### Mondiali 2001
Nel 2001 i mondiali si tornano a giocare in Germania, dove 8 anni prima la nazionale ceca aveva fatto il suo esordio ufficiale nella competizione, vincendo anche la prima medaglia (bronzo). La terra teutonica porta bene alla squadra ceca che riesce nel difficile tentativo di ripetersi per il terzo anno consecutivo.

### Fine di un ciclo
Nel 2002, in Svezia, sfuma la possibilità del poker (e del tris personale per l'allenatore Josef Augusta) perché la selezione ceca viene sconfitta 3-1 dalla Russia nei quarti di finale e torna a casa senza medaglie. Con la vittoria in Germania - e la sconfitta in Svezia - si chiude il ciclo di vittorie e di successi apertosi con Nagano che aveva portata la squadra al vertice delle classifiche mondiali. Si apre un periodo di magra per la nazionale che non riuscirà, ancora nel 2002, a difendere il titolo olimpico concludendo il torneo di Salt Lake City al quinto posto. Nel 2003 la squadra riesce a raggiungere il quarto posto dopo aver perso la finalina contro la Slovacchia campione uscente.

### Rinascita
Nel 2004 è proprio la Repubblica Ceca ad ospitare i mondiali, per la prima volta nella sua storia, e la nazionale di casa non sembra aver affatto intenzione di sfigurare di fronte ai propri tifosi, che accorreranno numerosissimi ai palazzetti in quella che sarà l'edizione più seguita dei Campionati del Mondo. Nelle prime otto partite la squadra infila una serie di otto vittorie consecutive (tra cui un 6-2 al Canada) che lasciano ben sperare per l'esito del torneo. Il sogno iridato, però, si spezza già ai quarti quando la squadra ceca è superata per 3-2 dagli Stati Uniti e si deve così accontentare di un altro quinto posto.
L'anno della rinascita finalmente arriva ed è il 2005. In Austria, dove nel 1996 era arrivato il primo oro, la nazionale, trascinata da Jágr e Vokoun, poi eletto miglior portiere, arriva sino alla finale, in cui batte 3-0 i rivali canadesi conquistando la quinta medaglia d'oro della propria storia.
Con questa vittoria Jaromír Jágr e Jiří Šlégr diventano i primi due giocatori cechi ad entrare nel Triple Gold Club: un'esclusiva cerchia di giocatori che in carriera hanno vinto Olimpiadi, mondiali e Stanley Cup.
L'anno dopo l'hockey internazionale ha due appuntamenti di grande prestigio: i Giochi olimpici di Torino e i mondiali in Lettonia. A Torino il cammino della squadra s'interrompe alle semi-finali, quando i cechi vengono sconfitti dagli svedesi, poi vincitori del torneo. Nella finale per il 3º/4º posto i cechi s'impongono per 3-0 sulla Russia portando a casa la medaglia di bronzo. Con questa vittoria la Repubblica Ceca diventa una delle sole tre nazioni (assieme a Russia e Finlandia) ad aver vinto due medaglie alle Olimpiadi da quando è possibile per i giocatori NHL partecipare a questo torneo.
Ai mondiali in Lettonia, la Repubblica Ceca riesce anche questa volta a conquistare una medaglia: in questo torneo la selezione ceca giunge sino alla finale, dove, però, deve cedere il passo, ancora una volta, alla Svezia, che nel 2006 riesce per la prima volta nell'impresa di conquistare sia Olimpiadi che mondiali nello stesso anno.
Dopo questi successi le successive apparizioni alla manifestazione mondiale sono state più deludenti: nel 2007 la squadra è arrivata al 7º posto, nel torneo 2008 al 5° e nell'edizione 2009 al 6°.

### Un nuovo successo e gli anni recenti
La selezione della Cechia è tornata sugli scudi l'anno successivo in terra tedesca, che già aveva fatto da sfondo a successi passati. La squadra è inserita nel girone assieme a Francia, Norvegia e Svezia. Dopo una roboante vittoria per 6-2 sui francesi e una inattesa sconfitta 3-2 con i norvegesi, i cechi si guadagnano il secondo posto nel girone imponendosi all'ultima giornata sulla Svezia.
Grazie a questa vittoria la Repubblica Ceca si presenta al secondo turno con un record di una vittoria e una sconfitta (come prevede la formula del torneo). Dopo aver perso contro la sorprendente Svizzera, i Cechi hanno la meglio su Lettonia e Canada assicurandosi così un posto fra le prime otto squadre del mondo.
Tuttavia la non brillante terza posizione raggiunta nel girone, costringe i Cechi ad un impegnativo quarto di finale contro la Finlandia. Dopo essere passati in vantaggio dopo meno di un minuto, i finlandesi vengono raggiunti nei primi minuti del terzo drittel. Al termine dei tempi regolamentari e dei successivi supplementari il punteggio rimane bloccato sull'1-1, rendendosi così necessari gli shootout. Il rigore decisivo viene messo a segno per i cechi da Jan Marek, che consente ai suoi di avanzare alle semifinali, dove ritroveranno la Svezia. Venutisi a trovare ancora in svantaggio per 2-1, i Cechi riescono a risollevare le proprie sorti a soli 8 secondi dalla fine grazie ad un gol di Karel Rachůnek. Conclusisi i successivi tempi supplementari a reti inviolate, ai rigori è ancora Marek, come nei quarti, a segnare il gol decisivo.
In finale arriva anche la Russia, con un roster infarcito di grandi stelle NHL, tra cui Evgenij Malkin e Aleksandr Ovečkin. Si tratta della prima volta in cui queste due squadre si sono affrontate in una finale di Coppa del Mondo, benché vi siano stati precedenti finali tra Unione Sovietica e Cecoslovacchia.
Dopo venti secondi un pregevole assist di Jaromír Jágr permette a Jakub Klepiš di segnare la prima rete dell'incontro. I russi, riversatisi in attacco, riescono a segnare il gol del pareggio sul finire del primo tempo. Tuttavia la rete viene annullata poiché giunta a tempo scaduto: generando non poca confusione, infatti la sirena di fine periodo era suonata con qualche istante di ritardo. Pur soffrendo, i cechi riescono a mantenere il minimo vantaggio sino alla metà del secondo periodo quando uno sfortunato scontro tra i compagni Ovečkin e Fëdorov dà il la al contropiede dei cechi, finalizzato dal capitano Tomáš Rolinek con una fortuita deviazione di pattino su assist di Rachůnek, l'eroe della semifinale. Successivamente il match si innervosisce (specialmente per una carica di Emelin su Jágr, che impedirà al veterano di ceco di rientrare) e numerose sono le penalità assegnate. A trentacinque secondi dalla fine è Pavel Dacjuk, poi nominato miglior attaccante del torneo, ad accorciare le distanze in powerplay 3vs5. Gli ultimi assalti russi sono ben neutralizzati da Tomáš Vokoun e i Cechi possono festeggiare il loro sesto titolo iridato, di nuovo sul ghiaccio della Lanxess Arena di Colonia che nove anni prima li vide trionfare sulla Finlandia.
Per Jágr, top-scorer, a pari merito con Klepiš, della squadra con 7 punti, è il secondo oro mondiale personale, dopo il successo austriaco del 2005.

## Record
Due giocatori cechi fanno parte del Triple Gold Club: si tratta di Jaromír Jágr e Jiří Šlégr. Entrambi hanno vinto il campionato del mondo nel 2005 e le Olimpiadi nel 1998; Jágr ha vinto la Stanley Cup con i Pittsburgh Penguins nel 1991 e nel 1992, Šlégr nel 2002 con i Detroit Red Wings.
David Výborný è il giocatore che vanta più presenze con la nazionale: 218 partite giocate. Tra i portieri, è Milan Hnilička il più convocato (93 partite), per i difensori è František Kaberle (186 presenze), che è anche il più prolifico giocatore tra i pari ruolo (20 gol). Martin Procházka è il giocatore che ha segnato di più in assoluto: 61 gol.

## Risultati alle manifestazioni internazionali

### Mondiali
| Edizione | Sede                              | Piazzamento                                               |        |
| -------- | --------------------------------- | --------------------------------------------------------- | ------ |
| 1992     |                                   | n/d                                                       |        |
| 1993     | Monaco di Baviera e Dortmund      | 3º posto                                                  | roster |
| 1994     | Bolzano, Canazei e Milano         | 7º posto                                                  | roster |
| 1995     | Stoccolma e Gävle                 | 4º posto                                                  | roster |
| 1996     | Vienna                            | 1º posto                                                  | roster |
| 1997     | Helsinki, Tampere e Turku         | 3º posto                                                  | roster |
| 1998     | Zurigo e Basilea                  | 3º posto                                                  | roster |
| 1999     | Oslo, Hamar e Lillehammer         | 1º posto                                                  | roster |
| 2000     | San Pietroburgo                   | 1º posto                                                  | roster |
| 2001     | Colonia, Norimberga e Hannover    | 1º posto                                                  | roster |
| 2002     | Göteborg, Jönköping e Karlstad    | 5º posto                                                  | roster |
| 2003     | Helsinki, Tampere e Turku         | 4º posto                                                  | roster |
| 2004     | Praga e Ostrava                   | 5º posto                                                  | roster |
| 2005     | Vienna e Innsbruck                | 1º posto                                                  | roster |
| 2006     | Riga                              | 2º posto                                                  | roster |
| 2007     | Mosca e Mytišči                   | 7º posto                                                  | roster |
| 2008     | Québec e Halifax                  | 5º posto                                                  | roster |
| 2009     | Berna e Kloten                    | 6º posto                                                  | roster |
| 2010     | Colonia, Mannheim e Gelsenkirchen | 1º posto                                                  | roster |
| 2011     | Bratislava e Košice               | 3º posto                                                  | roster |
| 2012     | Helsinki e Stoccolma              | 3º posto                                                  | roster |
| 2013     | Stoccolma e Helsinki              | 7º posto                                                  | roster |
| 2014     | Minsk                             | 4º posto                                                  | roster |
| 2015     | Praga e Ostrava                   | 4º posto                                                  | roster |
| 2016     | Mosca e San Pietroburgo           | 5º posto                                                  | roster |
| 2017     | Colonia e Parigi                  | 7º posto                                                  | roster |
| 2018     | Copenaghen e Herning              | 7º posto                                                  | roster |
| 2019     | Bratislava e Košice               | 4º posto                                                  | roster |
| 2020     |                                   | Competizioni annullate a causa della pandemia di COVID-19 |        |
| 2021     | Riga                              | 7º posto                                                  | roster |

### Olimpiadi invernali
| Edizione | Sede           | Piazzamento |        |
| -------- | -------------- | ----------- | ------ |
| 1994     | Lillehammer    | 5º posto    | roster |
| 1998     | Nagano         | 1º posto    | roster |
| 2002     | Salt Lake City | 5º posto    | roster |
| 2006     | Torino         | 3º posto    | roster |
| 2010     | Vancouver      | 7º posto    | roster |
| 2014     | Soči           | 6º posto    | roster |
| 2018     | Pyeongchang    | 4º posto    | roster |

### World Cup of Hockey
| Anno | Competizione        | Sede                                                                                               | Piazzamento   |        |
| ---- | ------------------- | -------------------------------------------------------------------------------------------------- | ------------- | ------ |
| 1976 | Canada Cup          | Ottawa, Toronto, Montréal Filadelfia                                                               | non disputato |        |
| 1981 | Canada Cup          | Edmonton, Winnipeg, Montréal e Ottawa                                                              | n/d           |        |
| 1984 | Canada Cup          | Halifax, Montréal, London, Edmonton, Vancouver, Calgary Buffalo                                    | n/d           |        |
| 1987 | Canada Cup          | Calgary, Hamilton, Regina, Sydney, Montréal Hartford                                               | n/d           |        |
| 1991 | Canada Cup          | Toronto, Hamilton, Saskatoon, Montréal, Québec Pittsburgh, Detroit e Chicago                       | n/d           |        |
| 1996 | World Cup of Hockey | Vancouver, Ottawa e Montréal New York e Filadelfia Stoccolma Helsinki Garmisch-Partenkirchen Praga | 8º posto      | roster |
| 2004 | World Cup of Hockey | Toronto e Montréal Saint Paul Stoccolma Helsinki Colonia Praga                                     | 3º posto      | roster |
| 2016 | World Cup of Hockey | Toronto                                                                                            | 6º posto      | roster |